# Sintula furcifer
Sintula furcifer là một loài nhện trong họ Linyphiidae.
Loài này thuộc chi Sintula. Sintula furcifer được Eugène Simon miêu tả năm 1911.